# Новое Клишово
Клишова Ноуэ (рум. Clişova Nouă) — село в Оргеевском районе Молдавии. Наряду с сёлами Чокылтяны и Фёдоровка входит в состав коммуны Чокылтяны.

## География
Село расположено на высоте 55 метров над уровнем моря.

## Население
По данным переписи населения 2004 года, в селе Новое Клишово проживает 476 человек (247 мужчин, 229 женщин).
Этнический состав села:
| Национальность | Число жителей | Процентный состав |
| -------------- | ------------- | ----------------- |
| молдаване      | 475           | 99,79             |
| украинцы       | 1             | 0,21              |
| Всего          | 476           | 100 %             |